# Neuenhagener Mühlenfließ (Naturschutzgebiet)
Das Naturschutzgebiet Neuenhagener Mühlenfließ liegt auf dem Gebiet der Gemeinden Neuenhagen bei Berlin und Hoppegarten im Landkreis Märkisch-Oderland in Brandenburg.
Das Gebiet mit der Kenn-Nummer 1532 wurde mit Verordnung vom 26. Juni 2003 unter Naturschutz gestellt. Das rund 120,7 ha große Naturschutzgebiet umgibt die Galopprennbahn Hoppegarten nordöstlich, östlich, südlich, südwestlich und westlich. Am nordwestlichen Rand des Gebietes liegt Dahlwitz-Hoppegarten, ein Ortsteil der Gemeinde Hoppegarten. Westlich verläuft die Landesstraße L 339, am nordöstlichen Rand die L 338 und südlich die B 1.